# 羚牛
羚牛（学名：Budorcas taxicolor）是一种分布在喜马拉雅山东麓密林地区的大型牛科动物，共有四个亚种。为中国国家一级重点保护野生动物。为濒危野生动植物种国际贸易公约附录II所列的保护动物。在藏语中，羚牛被稱作（藏語：ར་རྒྱ་，威利转写：ra rgya），被不丹奉為國獸；在僜语中称为「塔金」。

## 特征
羚牛的体长为1.7～2.2米，尾长15～20厘米；雄性体重可達400公斤，雌性250公斤。雄性和雌性均具較短的角，角呈扭曲状，一般長約20厘米。
頭如馬、角似鹿、蹄如牛、尾似驢，体型介于牛和羊之间，但在牙齿、角、蹄子等更接近羊，可以说是超大型的野羊，活脫脫是個「四不像」。

## 分布
羚牛生活在海拔2,000-4,500米的竹林中，其在中华人民共和国的分佈地區與大熊貓相似，數量稀少，因此也被視爲“國寶”。而在整個不丹境內僅有300只左右。

## 习性
它們主要以草、樹葉及花蕾為食，一般在白天活動。冬天組成小規模的種群，夏天時種群數量可擴充到100頭以上，年長的公羚牛則基本為獨居。
羚牛每胎只產一子，平均壽命為12-15年。

## 亚种
- 羚牛陕西亚种（学名：Budorcas taxicolor bedfordi），Thomas于1911年命名。在中国大陆，分布于甘肃省、陕西省等地。该物种的模式产地在陕西太白山。
- 羚牛指名亚种（学名：Budorcas taxicolor taxicolor），Hodgson于1850年命名。。
- 羚牛四川亚种（学名：Budorcas taxicolor tibetana），Milne-Edwards于1874年命名。在中国大陆，分布于青海省、四川省等地。该物种的模式产地在四川宝兴。
- 羚牛不丹亚种（学名：Budorcas taxicolor whitei），Lydekker于1907年命名。在中国大陆，分布于西藏自治区、云南省等地。该物种的模式产地在不丹。[3]

## 照片集

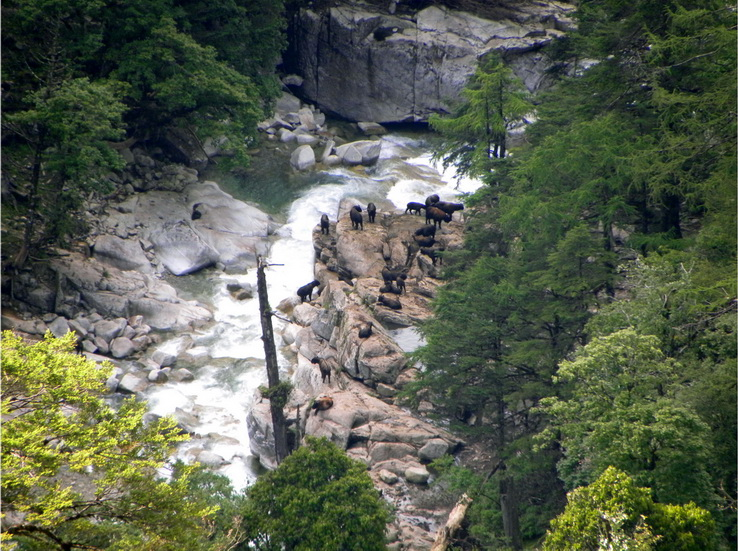
在中國云南省贡山独龙族怒族自治县的野生獸群。
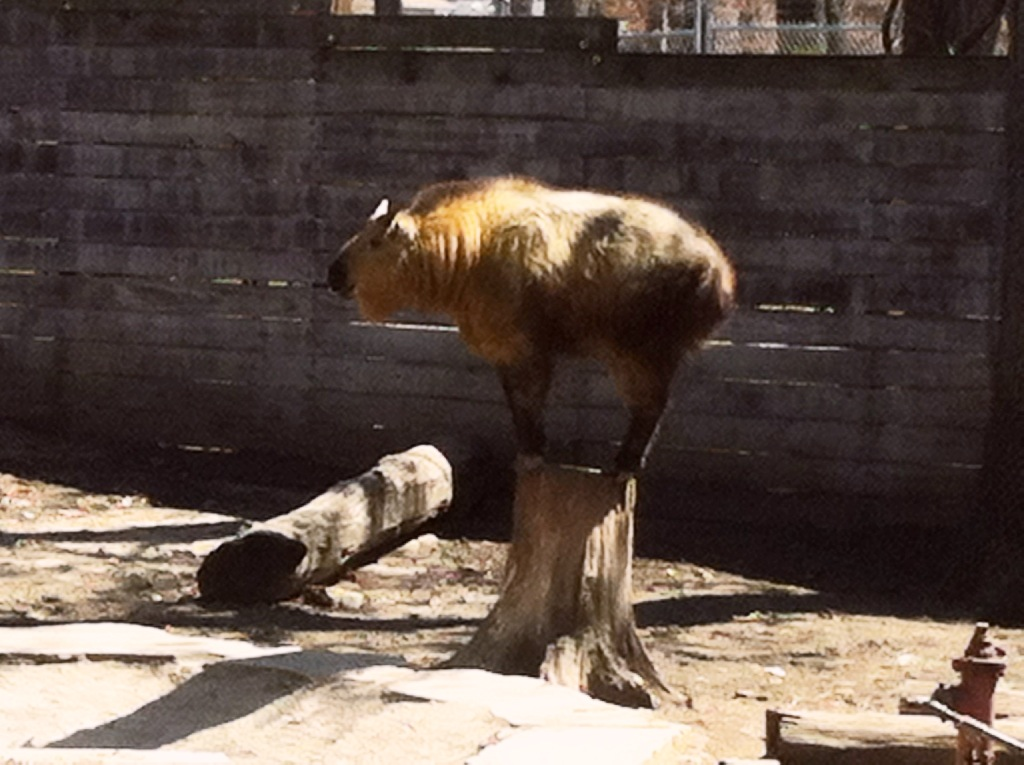
南本德波塔瓦托米動物園（英语：Potawatomi Zoo）裡面的一隻站在樹墩上的羚牛
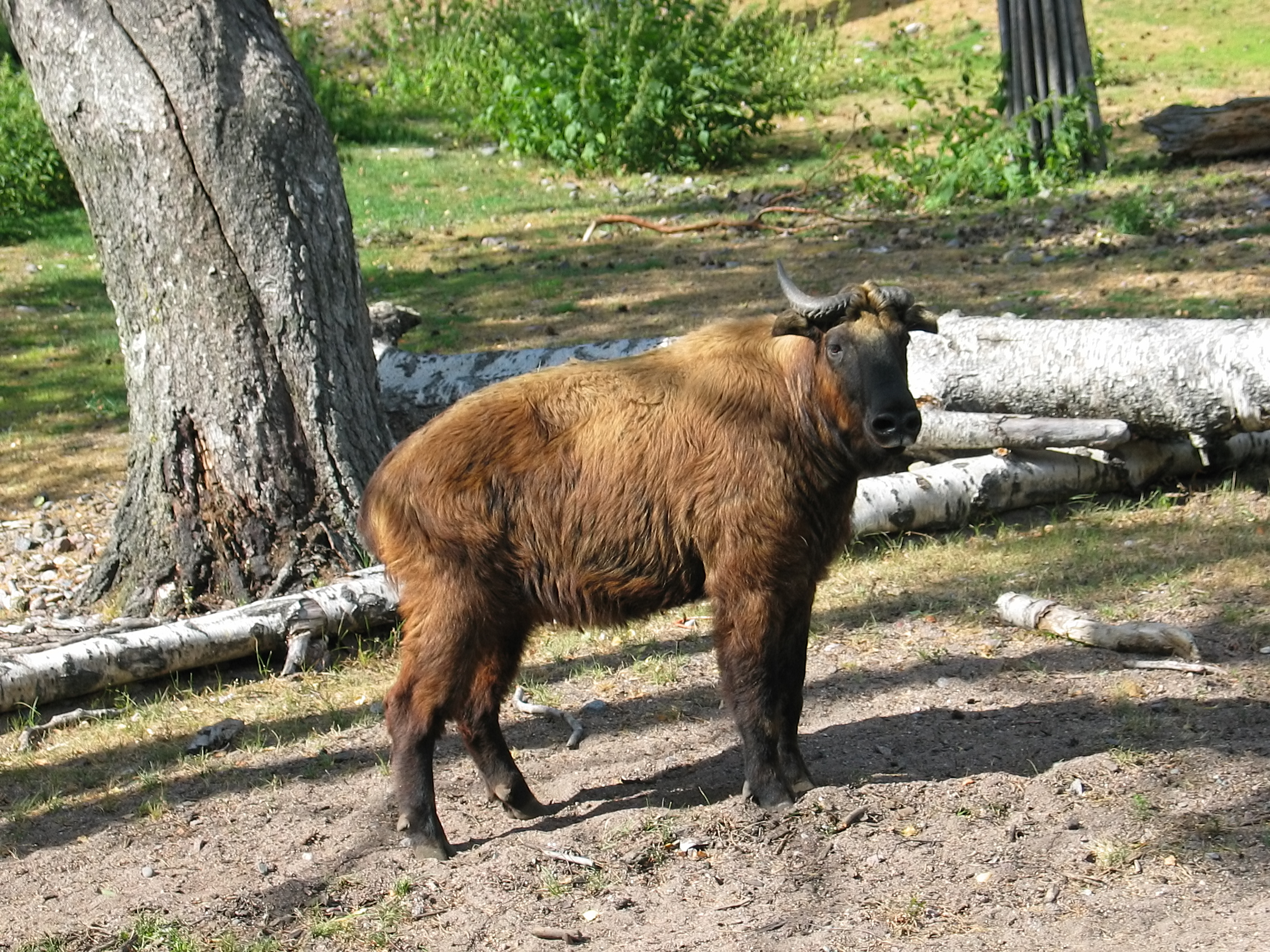
芬蘭赫尔辛基的赫爾辛基動物園其中的羚牛
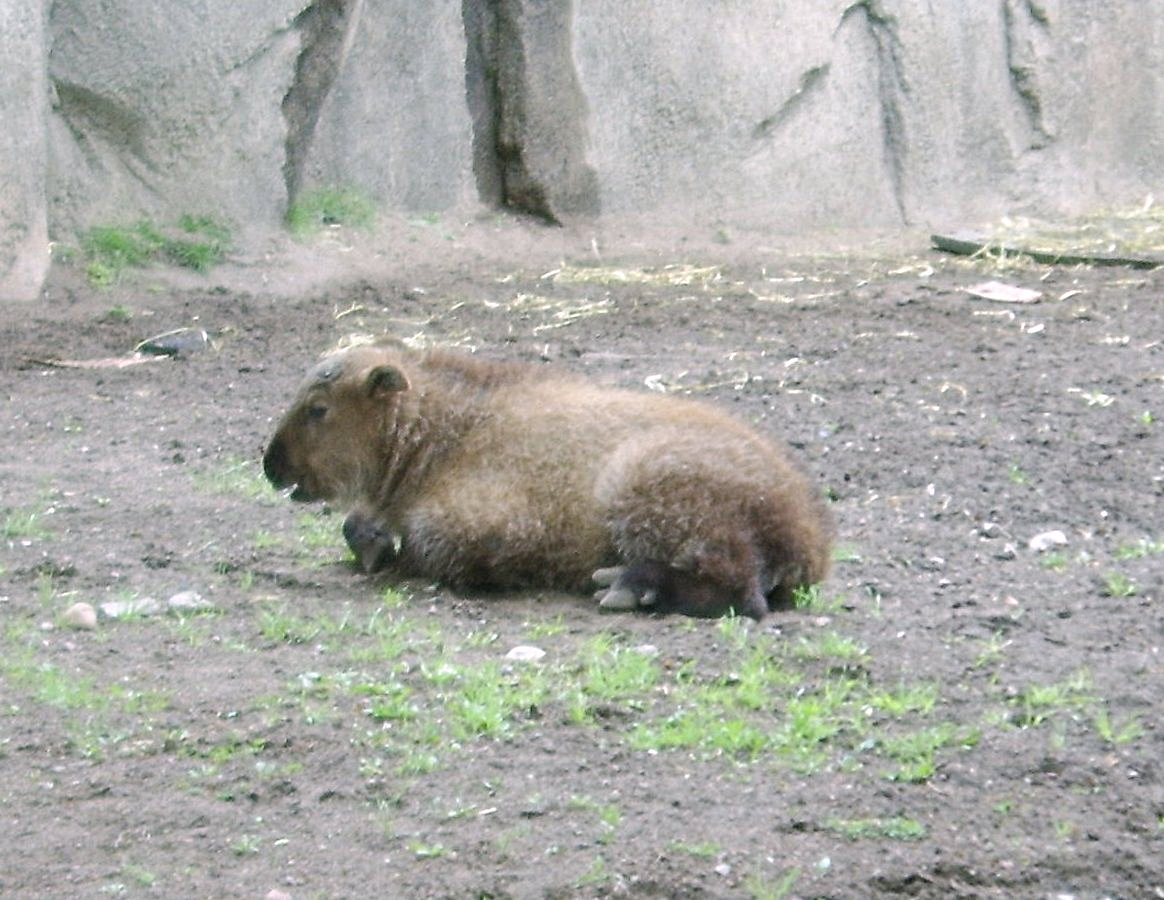
芝加哥林肯公園動物園（英语：Lincoln Park Zoo）裡面的羚牛寶寶
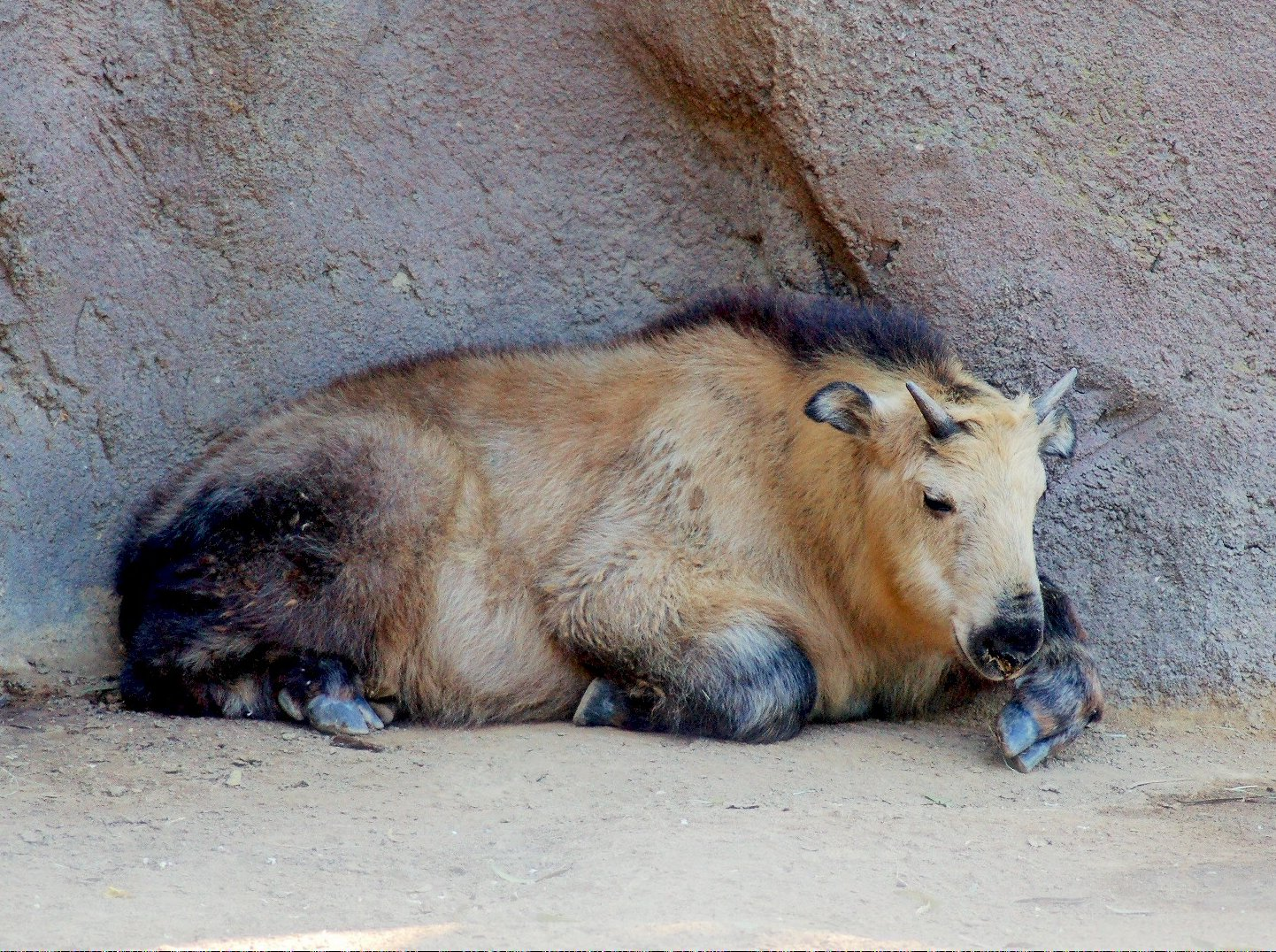
圣迭戈动物园的四川羚牛
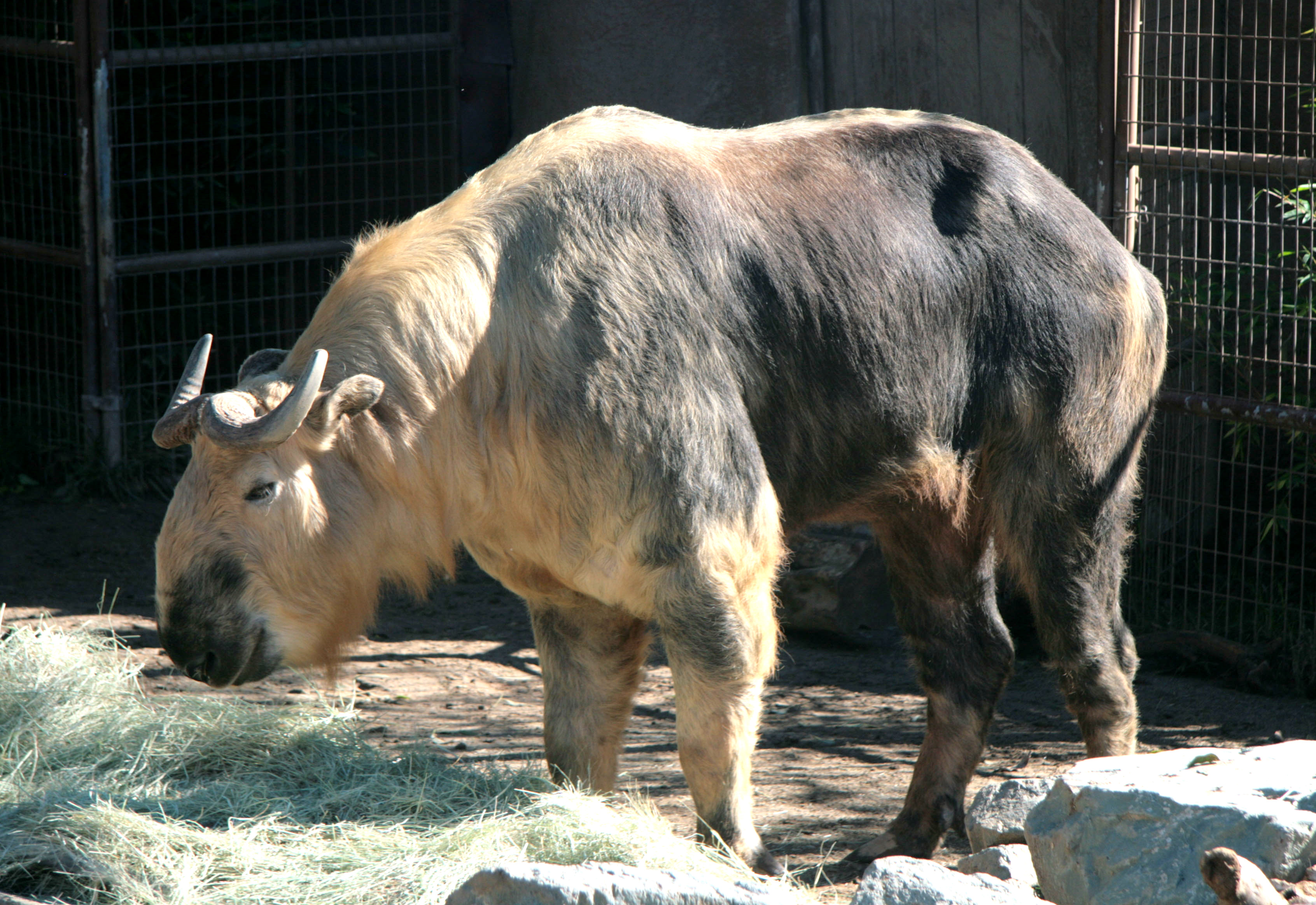
在圣迭戈动物园的成年四川羚牛
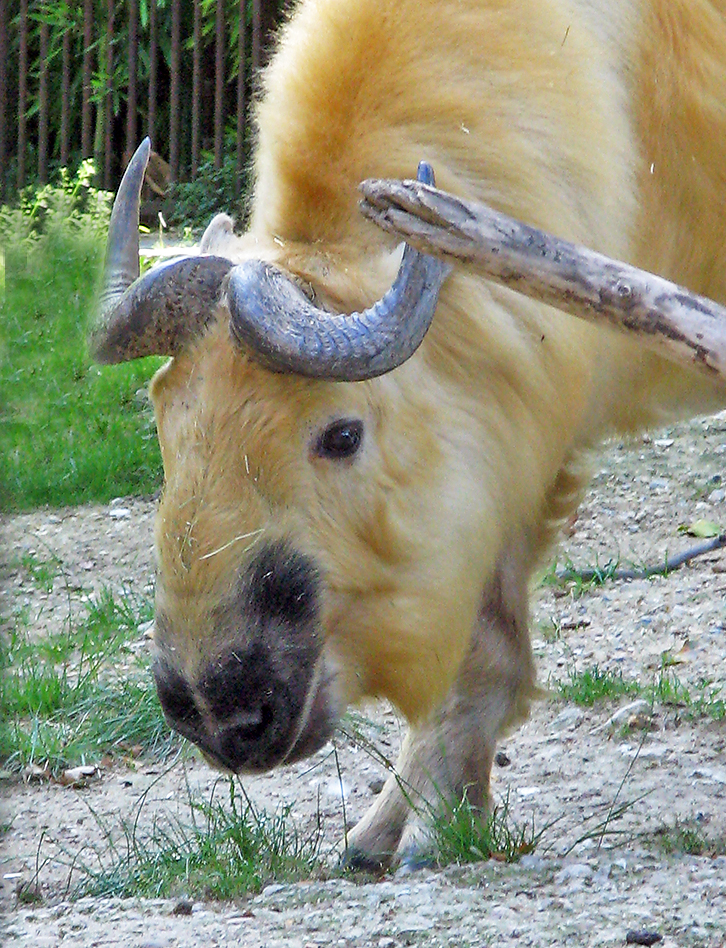
巴黎植物園附設動物園（英语：Ménagerie du Jardin des Plantes）裡面的羚牛
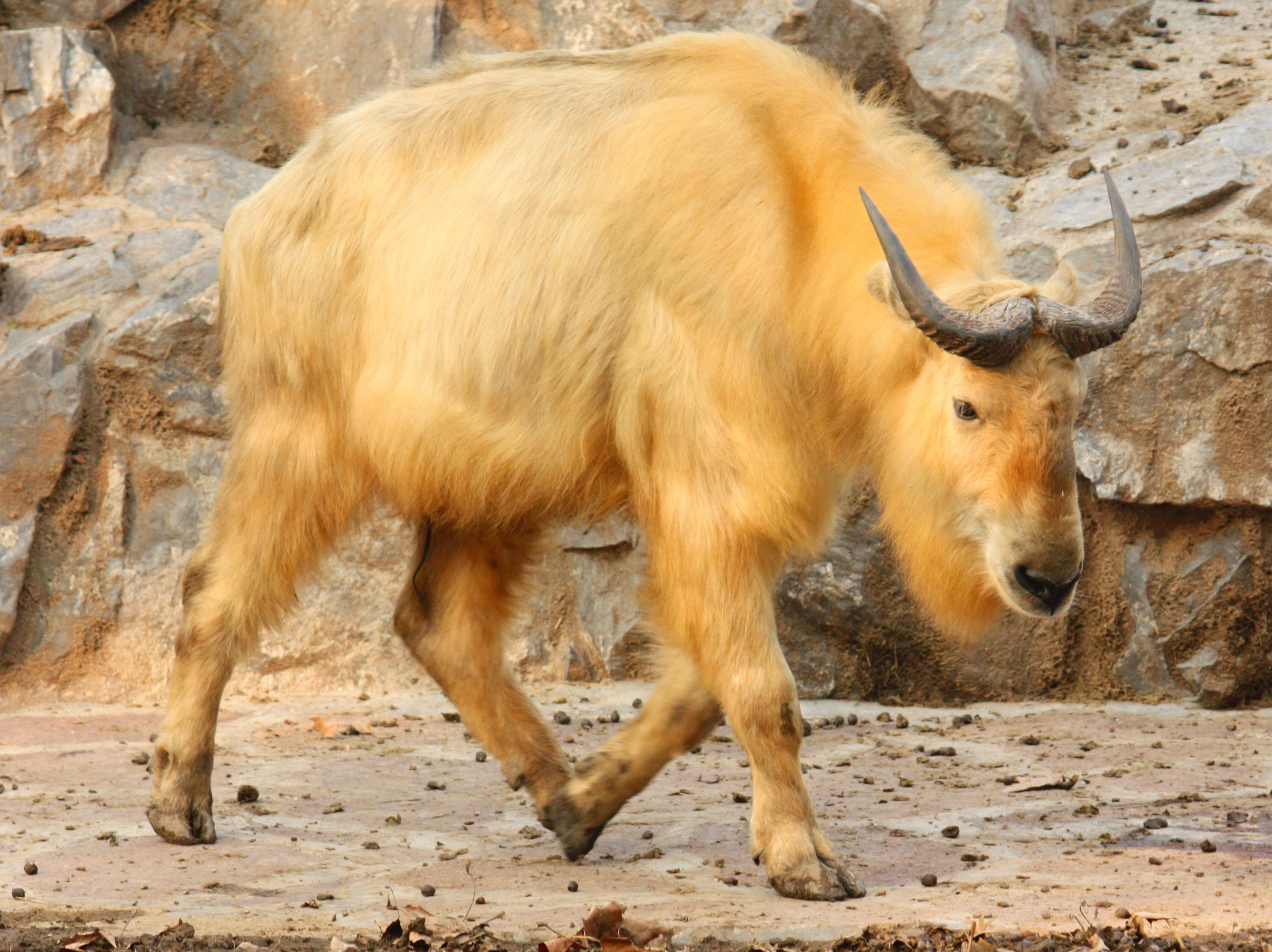
黃金羚牛（英语：Golden takin）
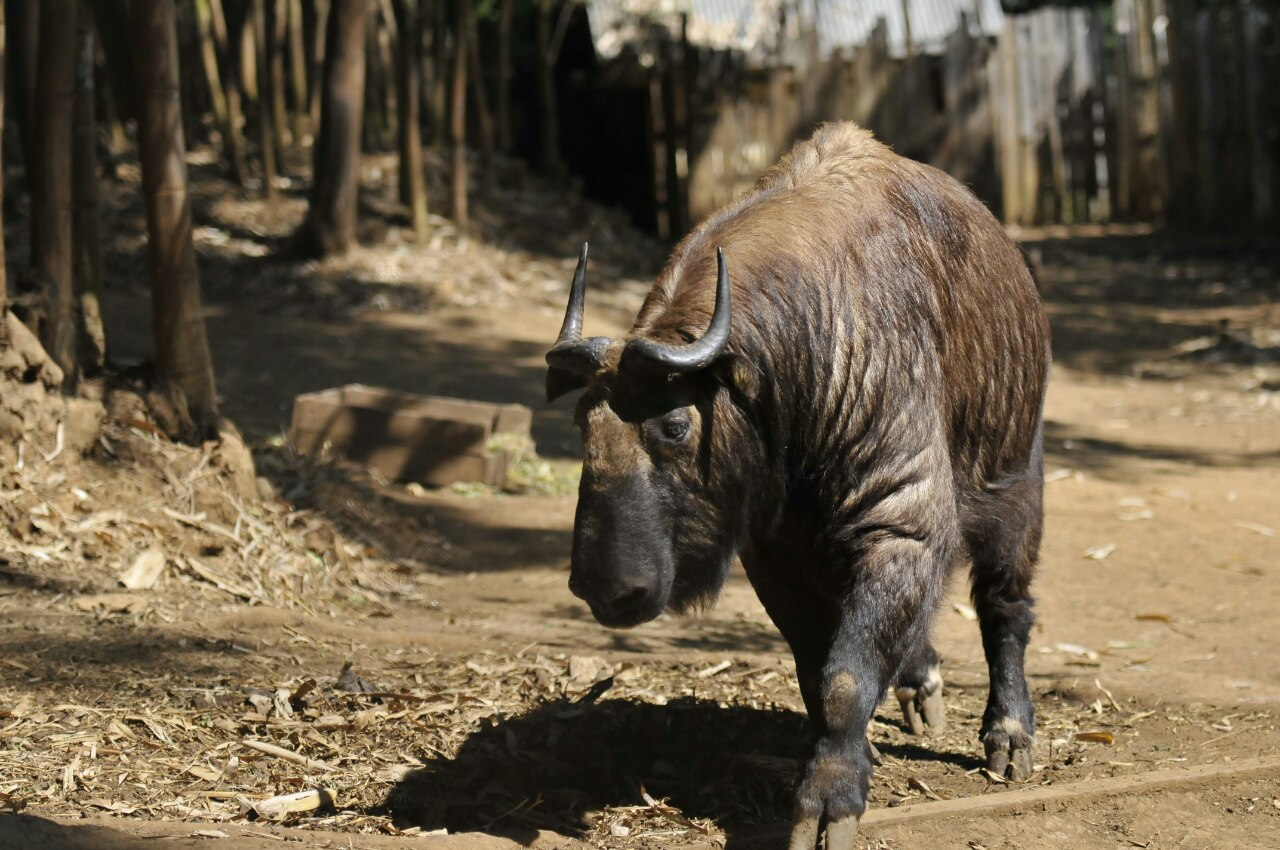
缅甸彬乌伦的國立仰光植物園（英语：National Kandawgyi Botanical Gardens）裡面的羚牛
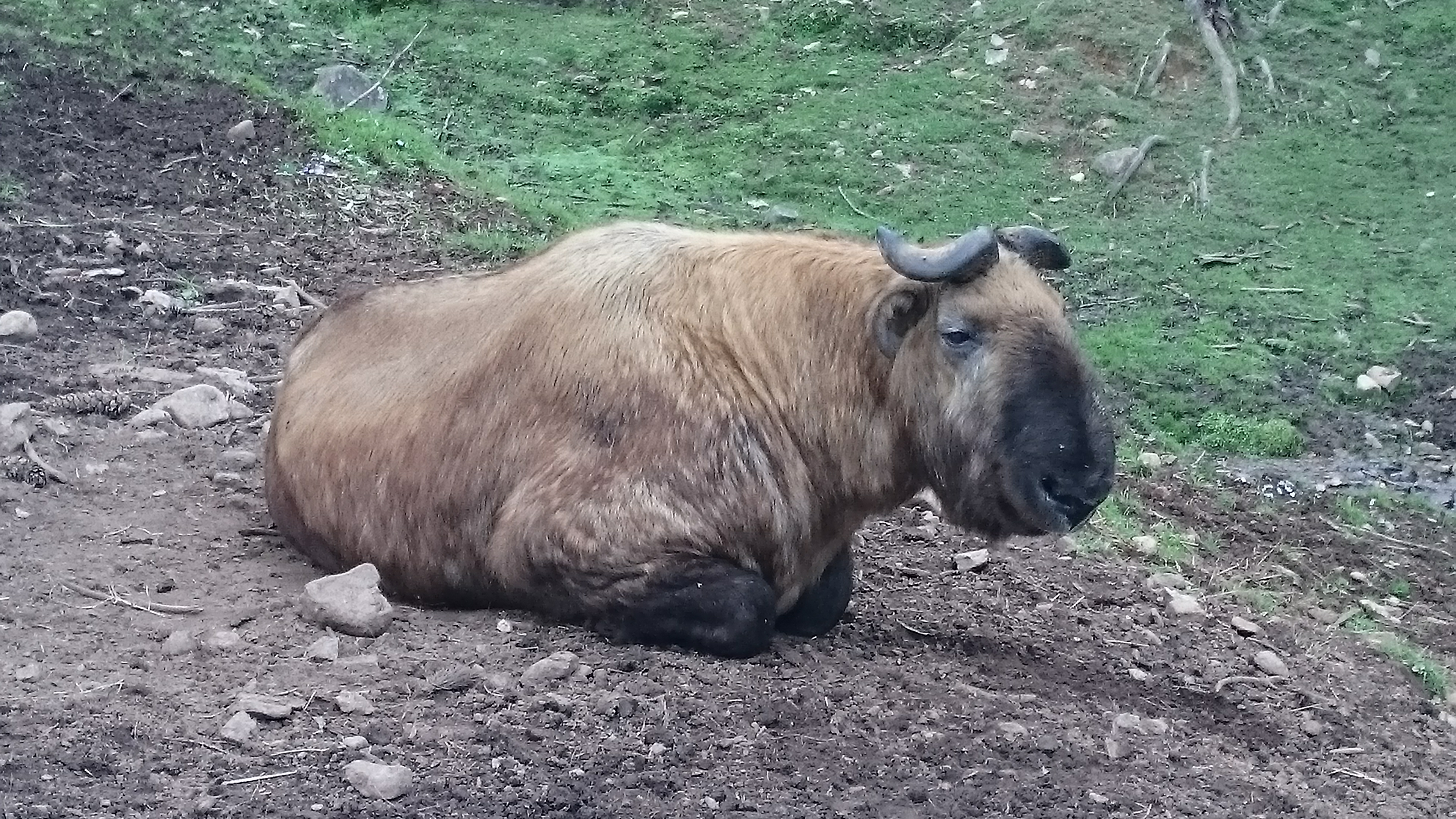
不丹的羚牛

## 外部連結
- ARKive - 羚牛(Budorcas taxicolor)的圖片和影片